# فرودگاه کاماو

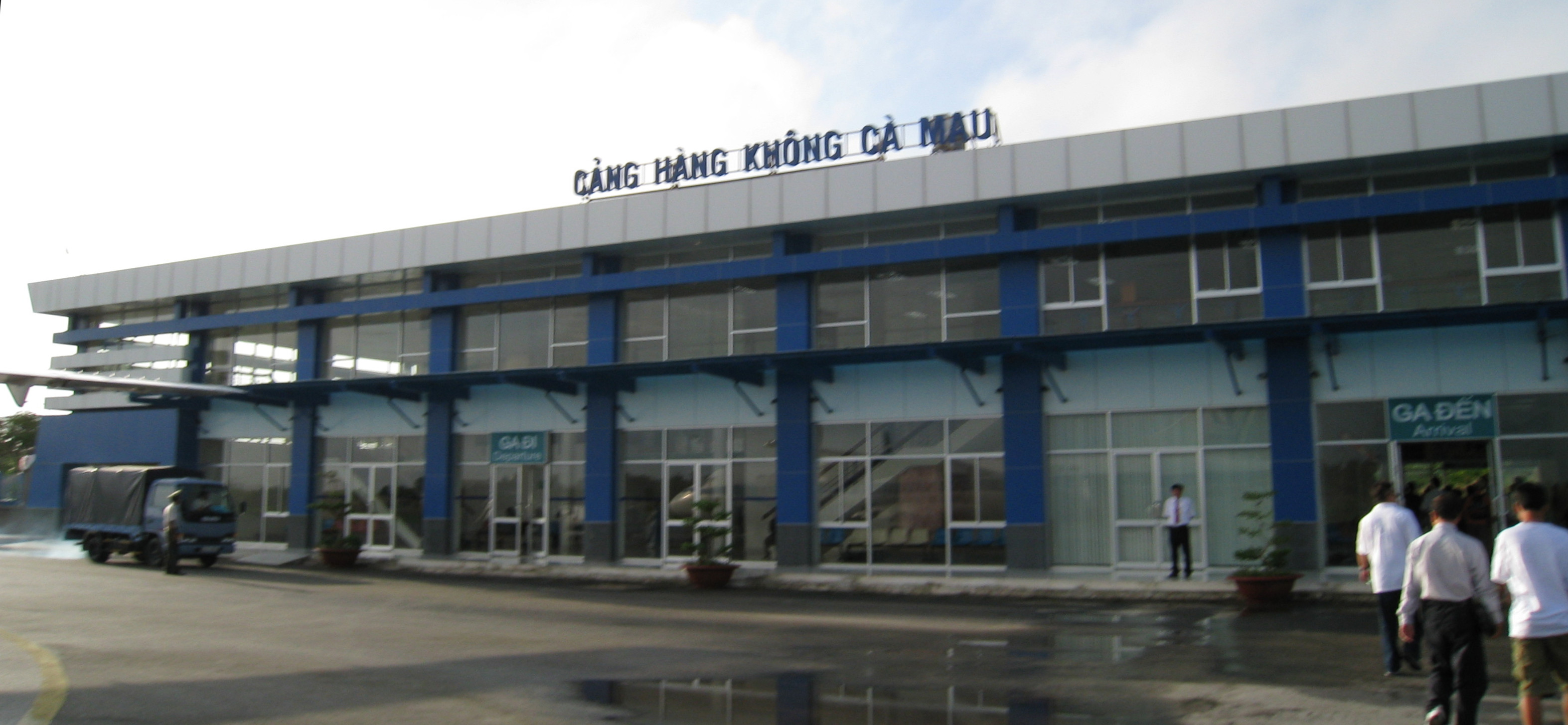
فرودگاه کاماو

فرودگاه کاماو (ویتنامی :Sân bay Cà Mau) فرودگاه کوچک در استان کاماو در جنوبی‌ترین بخش کشور ویتنام قرار دارد. فرودگاه در حال حاضر توسط شرکت خدمات هوایی ویتنام (VASCO) با پرواز به شهرهوشی‌مین) در حال فعالیت است.

## تاریخچه
در ابتدا این فرودگاه توسط فرانسوی‌ها با ساخت باندی با طول ۴۰۰ متر طول و ۱۶ متر عرض ساخته شده بود.در ژوئن ۱۹۶۲، دفتر هواپیمایی جمهوری ویتنام این فرودگاه را بازسازی و نام آن را به نام فعلی تغییر نام داد.این فرودگاه به طور عمده برای اهداف نظامی مورد استفاده قرار گرفته‌است.

## هواپیمایی و مقصد
| ردیف | شرکت هواپیمایی              | مقصد    |
| ---- | --------------------------- | ------- |
| ۱    | Vietnam Air Service Company | هوشی‌مین |

## شرکت‌های هواپیمایی و مقصدهای پروازی
As of April 2011, Vietnam Air Service Company operates two flights daily for Ho Chi Minh City-Cà Mau route with ای‌تی‌آر ۷۲ aircraft.
| شرکت‌های هواپیمایی | مقصدهای پروازی |
| ----------------- | -------------- |
| VASCO             | تان سون نهات   |